# 川西关木通
川西关木通（学名：Isotrema thibeticum）是马兜铃科关木通属的一种植物，是中国的特有植物。分布于中国四川。
叶片倒卵状长圆形, 上部最宽, 苞片卵形。